# 山本昌
山本 昌（やまもと まさ、本名・旧登録名：山本 昌広〈やまもと まさひろ〉、1965年8月11日 - ）は、東京都大田区生まれ、神奈川県茅ヶ崎市出身の元プロ野球選手（投手、左投左打）、解説者・評論家・スポーツコメンテーター・ビートルランド・米原名誉館長。
現役時代は1984年から2015年まで32年間にわたり、一貫して中日ドラゴンズに在籍したフランチャイズ・プレイヤーであり、日本プロ野球 (NPB) 記録である実働29年間の大半にわたって先発投手として活躍し、通算219勝を挙げた。またこの間に最多勝利を3回、最優秀防御率・最多奪三振を各1回獲得、沢村賞を1回受賞しており、中日の6度のセ・リーグ優勝、1度の日本一を経験した。また、2006年にはNPB史上最年長、左腕に限れば世界最年長となる41歳でのノーヒットノーラン、2008年には同じく史上最年長での通算200勝を達成。2015年10月にNPB史上初となる50歳代での登板を花道に引退するまで「中年の星」と呼ばれ、注目された。
NPB史上最年長勝利の投手記録を持つ。現在は、医療法人偕行会グループの「健康PRアンバサダー」を務めている。

## 経歴

### 出生から中学卒業まで
1965年8月11日、東京都大田区で男3兄弟の次男として誕生。出生時の身長は55 cm、体重は4,200 gだった。出生当初の山本を見た看護師が「この子は相撲取りにするしかない」と言ったと、山本は母から聞いている。1歳のころ、大田区にあった自宅アパートから転落して死にかけ、頭蓋骨陥没骨折により1か月の入院を余儀なくされた。その後も左の額の上から右の後頭部にかけて骨折の痕跡が残ったというほどの重傷であり、事故が起こった際に医者は両親に対し「今夜がヤマだ」と宣告したが、山本は回復を果たし、小学校入学前に脳波検査を受けた際には「異常なし」であった。1歳のころから牛乳をジュース代わりに飲んで体を作ったと豪語するほどで、1日2リットル飲むこともざらであったといい、小学生になると牛乳が嫌いな友達はみな山本の元へ給食の牛乳を持って行ったという。中学に進学すると昼食は弁当持参で牛乳のみが配られるが、山本は牛乳が好きであったのでご飯との組み合わせでも平気で口にできたといい、このような牛乳好きが体作りに大きく貢献したという見方もある。山本の幼少期は、野球で遊ぶのが当たり前の環境で育った。
出身小中学校は茅ヶ崎市立松林小学校・茅ヶ崎市立松林中学校であるが、小学校入学前に大田区から神奈川県横浜市へ引っ越しており、茅ヶ崎市に引っ越して転校した時期は小学6年生の6月だった。その間、横浜市の本牧で暮らしていた。初めて野球のグラブを手にしたのは小学校2年生の時、少年野球チーム「緑ヶ丘グリーンタイガース」に初めて入ったのは小学3年生の時であり、後者のチームには自身より先に兄が入団していた。初めて試合を行ったのは4年生の時であるが、当時所属していた緑ヶ丘グリーンタイガースは『がんばれ!ベアーズ』に例えられるほどの弱小チームであり、同じ地区で最強豪チームであった「山手シャークス」との初戦ではゴロは弾くわフライは落とすわで、結局0-36という大敗に終わった。山本はこの時を「それでも楽しかった」と振り返っており、同時に「ほかに楽しみがなかったからと言えばそうかもしれない」とも付け加えている。因みにその次の試合は0-10と失点数が大幅に減少しており、著書で「へたでもうまくなれる。そこが野球の楽しさでもあるのだから」と解説している。茅ヶ崎市に転校してから入団した少年野球チーム「ブラックサニーズ」では自分以上にうまい選手がいたため、山本はエースにはなれなかった。本人は中学入学後、野球部の監督から挨拶から技術面に至るまで、野球の基本をすべて叩き込まれたことが自身の野球人生におけるターニングポイントだったと回顧している。中学時代はシニアリーグなどの硬式野球はプレーしておらず、軟式野球部に所属しており、2年生の時にそれまで「ブラックサニーズ」時代からエースを張っていた同級生が腰を患ったため自身がエースナンバーを託された。中学校3年の夏、所属する野球部で神奈川県大会に出場し、日大藤沢高校にスポーツ推薦で入学する。山本は後に「この活躍があってやっといくつかの高校からの勧誘を受けたが、それがなければ普通に受験をして学力に見合った県立高校に進学していた」と述懐している。また、当時は家から遠い横浜の高校に進学して甲子園を目指そうという気はなかったという。

### 高校入学からプロ入りまで
日大藤沢高時代は推薦入部だけでも姓が「ヤマモト」の部員が3人おり、山本は出身中学が「松林中学」であったことから「ショーリン」と呼ばれていた。高校2年夏、高校3年夏共に、神奈川大会準々決勝敗退。特に前者の敗戦は2009年の時点では山本が「野球人生で最も泣いた試合」であった。2013年の第95回全国高等学校野球選手権大会優勝校・前橋育英監督の荒井直樹は1年先輩で、当時ともに8キロのロードワークをこなすようになってから力が付いたと感謝している。当時の日大藤沢高の野球部監督・香椎瑞穂に関して山本は「雑誌や本で突出した実績を調べたが、不思議と怖さはなかった。難しいことも言われなかった」という趣旨の人物評を出している。
高校時代は春・夏とも甲子園出場こそできなかったが、3年次・1983年夏の神奈川大会では「県下ナンバーワンの左腕投手」として注目されベスト8入りを果たし、日韓親善野球では神奈川県代表の一員に選抜された。高校時代の通算防御率は0.67で、完全試合、ノーヒットノーランを各1回達成している。また、左投手としては珍しく制球力にも優れていると評されていた。
香椎は山本を同期の別の部員一人とペアで日本大学に推薦する。山本本人も高校卒業後は日本大学経済学部に進学し教師を目指すつもりでいた。その一方で阪神タイガースのスカウトを務めていた田丸仁と、近鉄バファローズのスカウトを務めていた佐々木恭介が山本を熱心に視察していたが、本人は入団しないつもりでいた。ドラフト会議前に野球部の部長や監督に名刺を置いていった球団は11球団あったが、指名を予告する球団はなかった。神奈川県高校選抜チームの一員として韓国高校選抜チーム相手に好投したことなどが評価され、1983年のドラフト会議で中日ドラゴンズから5位指名を受けた。指名を受けた当時、『中日スポーツ』では1位の藤王康晴が1面で大きく取り上げられ、また2位の仁村徹が2面、3位の三浦将明が3面でそれぞれトップを飾った一方、山本は三浦と並ぶ神奈川県の高校球界の逸材として言及されてはいたが、山本のコメントは2面に2段のベタ記事として掲載されていたのみだった。指名を受けた直後は『神奈川新聞』の取材に対し「進学しか頭になかったし、指名されるなんて思ってもいなかったので驚いている。監督・両親とよく相談する」とコメントしていたが、香椎に「おまえならプロでやっていける」と激励を受け、また山本のプロ入団がペアで推薦されていた別の部員の進学に支障を来さないこととなったこと、父親が長野県出身の中日ファンだったことが最終的に大きな決め手となり「おやじが喜ぶ」と入団を決意した。同年12月7日に契約金2500万円、年俸300万円の契約条件で入団に合意、同月14日に入団が発表された。背番号は同年まで小松辰雄が着用していた34で、本人も入団当初、同じ背番号を着用した小松や金田正一を目標に掲げていた。担当スカウトは高木時夫。入団に至った要因の一つとして、本人は高木が日大時代に香椎の教え子だったことを挙げている。
山本は当時、読売ジャイアンツ（巨人）のファンだった一方、自分は巨人に入れるような選手ではなく、もし現実にプロ野球チームに入団するとしたら地元球団である横浜大洋ホエールズだろうと考えていたため、中日から指名された際には自身がドラフト指名されたこと自体だけでなく、それが中日という接点のない球団だったことにも驚いたという。一方、2013年に山﨑武司とともに共著として出版した『進化』（あさ出版）では、ドラフトから30年経った今では中日に入ってよかったと思っているし、中日以外の球団だったらとうの昔に野球をやめていただろうと述懐している。

### プロ入り後

#### 1980年代
入団当時、野球解説者だった星野仙一（1987年より監督）は「背番号が34で左投げというから『金田2世』と期待してブルペンを見に行ったが、ただの大柄な男で、あまりに不恰好なモーションでコントロールもない。球も130 km/h前後しか出ないからがっかりした」と語っており、1986年の秋季キャンプでも「いつになったら本気で投げるんや」と呆れたという。山本本人も「小松辰雄さんのピッチングを見て、とんでもない所に来てしまったと思った」と回顧している。大柄なだけで野球の才能に恵まれていないことは当の山本も自覚しており、自身がプロ入りできたのは左投げ投手であるところが大きいと後に振り返っている。
1986年シーズン終盤の消化試合で一軍初登板を果たした。翌1987年には開幕一軍入りしたが、4月14日の対広島東洋カープ戦でのナゴヤ球場一軍初登板で肘を痛め（のちに疲労骨折と判明）、その後登板機会がないままシーズンを終了する。1年目の防御率は27.00、2年目は16.20と、この数字から判断するに当時は山本が一軍の戦力になるとは自分自身を含めて誰も思っていなかった。
1988年2月、中日は業務提携していたロサンゼルス・ドジャースと同じベロビーチでキャンプを行い、山本ら若手選手5人が野球交換留学としてそのままアメリカに残ることになる。しかし、実情は中日がドジャースとの交流関係を保つために、その年の戦力にならない選手を選んで派遣する必要があったため、この立場は強化選手の指定などではなく、むしろ極めて戦力外通告に近いものと言えた。しかし同時に、山本の選出については「手足は長いし、体も大きい。巨体揃いの本場アメリカの指導者ならこういう選手の扱いに慣れている分、うまくいくかもしれない」という一縷の望みを掛けられた結果でもあった。
この年のオープン戦前には紅白戦で3イニングをパーフェクトに抑え、首脳陣から「一軍入りできそう」と期待をかけられていたが、同年2月11日に宜野湾球場で行われた大洋とのオープン戦では3イニングを投げて9被安打、4失点を喫してノックアウトされており、星野からは「死ぬまで走っておけ!」と命じられ、その日は2、3時間は走った。それからしばらくして、ドジャース傘下のマイナーリーグ (1A) のベロビーチ・ドジャースに所属することになり、チームメイトと帯同してフロリダ・ステートリーグ（1A）で試合を行うことになる。留学生という立場上頑張ったところで2Aへの昇格もあるはずもないためふてくされていたが、現地の選手たちが1Aで優勝するという目標を宣言していたことからふてくされていた自分を反省。そして、そこで前年に山本を指導していたドジャースの世話役・アイク生原との再会が人生の転機となる。生原からは投手の基本である低めへのコントロール、スローカーブの精度の向上、その他生活習慣を厳しく指導されたが、特に大きかったことは消えかけていた野球への熱意や楽しさを再び思い出させてくれたことであったという。
3月ころ、生原がドジャースの往年の名投手サンディー・コーファックスに山本のピッチングを見せたところ、「アイク、あのピッチャーはだめだよ。彼はサイドスローにするか、トラックの運転手になるか、どっちかにしたほうがいいんじゃないの」という評価だったという。また、これも3月、生原に連れられてロサンゼルス・ドジャースのフェルナンド・バレンズエラのピッチング練習を見に行くが、そのスクリューがあまりに衝撃的であったために「投げられる訳がない」と思ったという。その際、バレンズエラから投げ方を教わったが、理解できず習得できなかった。その2か月ほど後、チームメイトのメキシコ人内野手ジョゼフ・スパニュオーロが、試合前のキャッチボールでスクリューボールを投げていたのを見て投げ方を教えてもらう。自分で投げてみたところ、驚くほど球が曲がった。2日後、試合でも使ってみたところ、決め球として通用。さらにスクリューを投げるために手首を立てて投げるようになるとストレートのキレも増し、先発ローテーションに定着。ついには1Aのオールスターゲームまで呼ばれるようになり、それを見た対戦相手の数球団のスカウトが評価、メジャーリーグ (MLB) のロースター入りを正式に打診された（ドジャースからは打診がなかった）。しかし、山本の成長ぶりをビデオで見た星野が呼び戻すことを決定、リーグ優勝を実現するための戦力とするべく、当初1年間のはずであった留学予定が切り上げられた（ただし、星野自身は、「そのままメジャーでやらせてあげてもよかったが、球団社長の意向で」と発言し、あくまで自分の意思・判断ではないなどと主張している）。このため、ロースター入り・MLBデビューはならなかった。なお、山本昌はこの時点で自身のメジャーオファーを知らず、1988年のシーズン終了後に関係者に聞かされたという。ベロビーチ・ドジャースでの成績は、13勝7敗、防御率2.00。同じ3月、現地の歯医者で全身麻酔を打たれて丸1日眠り、それから2日間の安静を余儀なくされた。合計3日間ランニングすらしておらず体調も最悪な中で投手が底を尽きたため止む無く登板したが、延長12回から4イニングを投げて勝利投手になったというエピソードを残した。
帰国直後、当時の中日の投手が足りない状況だったこともあり先発の一角に加わると、スクリューや精度の高いコントロールを駆使して一軍で5連勝（なおかついずれも自責点0）を記録し、リーグ優勝に貢献した。その後、西武ライオンズとの日本シリーズでは第3戦の先発に抜擢され工藤公康と投げ合ったが、敗戦投手となった。
1989年、シーズン14登板目の5月27日の対読売ジャイアンツ戦で完封でシーズン初勝利。この勝利に山本は試合終了直後から涙を流し、後年最も思い出深い1勝に挙げている。しかし、9勝目以降なかなか勝ち星を得られず、星野から同シーズンオフにおいてのアメリカへの教育リーグ再留学を言い渡される。名誉挽回の10勝目と日本残留の最後のチャンスとして9月23日の対阪神タイガース戦に登板するも、味方の失策などが重なり、終盤に逆転負けを喫してシーズン9勝に終わり、やむなく留学する。ただ既に2桁勝利するしないに関係なく、球団側は留学させることを決定済で、航空機のチケット（エコノミークラス）は用意されていたといい、山本は渡航の際に自腹で差額を払ってビジネスクラスに変更した、と語っている。このオフの留学で、アイクと共にスローカーブの習得に励んだ。

#### 1990年代
1990年は前年の雪辱をバネに初のシーズン10勝を挙げた。プロ5年目にして開花したといわれたポテンシャルを発揮し、この年同じ左腕の今中慎二も10勝を挙げ、1990年代共に左の2枚看板・Wエースとして中日投手陣を支えた。
1991年、開幕から先発ローテを守ったものの、中々勝ち星に恵まれず9月を最後に先発からも外れてしまう。ローテーション投手の中で1人負け越してしまい、チームも終盤広島に逆転され優勝を逃す。
1992年、恩師のアイク生原が永眠。精神的ショックは大きく、葬儀の場では棺の前で泣き崩れて立ち上がれず、同じく生原に世話になり同席していた長嶋一茂らに抱き起こされなければ立ち上がれなかったほどであった。棺には前年までのシーズン自己最多勝利数を更新した、11勝目のウイニングボールを納めた。最終的にチームは最下位に沈んだもののシーズン13勝を記録した。
1993年、ヤクルトとの首位争いの終盤に右鎖骨を骨折し、リタイアしたものの、シーズンは今中と並び17勝を挙げ最多勝を獲得した。更に最優秀防御率のタイトルも獲得した。オフ契約更改では初めて年俸1億円の大台に乗った。
1994年、シーズンを自己最多の19勝を挙げ2年連続となる最多勝と初の沢村賞を受賞した。思い出に残る試合として10月8日の巨人との26回戦（いわゆる10.8決戦）を経験している（ただし登板はせず、ブルペン待機であった）。
1995年、長年の勤続疲労から左肘、左膝を痛め4月末に一軍登録を抹消。6月半ばに復帰したが、約1か月間勝てず、この年は終始不調で6年続いていた規定投球回もクリアできず、わずか2勝に終わる。本人によれば、ずっと左膝の靭帯が腫れた状態で治療を繰り返したが症状が改善せず、再検査したところ「左膝の半月板が欠け（半月板損傷）、その欠片が軟骨化して靭帯の炎症を引き起こしていた」ことがわかり、同年のオフに手術でそれを除去した。手術後のリハビリで小山裕史に出会い、以後引退まで小山を師匠の一人として仰ぐ。
1996年、前年の故障の影響で4月末まで一軍復帰できなかったが、復帰後はシーズン最後まで先発ローテを守り、勝ち星こそ恵まれず2年連続で1桁勝利な上に負け越したが、2年ぶりに規定投球回をクリアした。なお、この年の7月14日のホームでの阪神戦で新庄剛志から3点本塁打を打たれた際に外角低めに投げていたのに中日のスコアラーのミスでど真ん中と扱われていたために星野の怒りを買い、さらに山本自身がど真ん中に失投したことを否定したため、「あんなやつ、やめさせちまえ!」と星野に油を注ぐ格好となった。結局、島野育夫ヘッドコーチと共に翌朝謝罪しに行ったが、星野は「なんかあったのか?」と自宅を訪れた2人に対してとぼけて許した。
1997年、前年チーム最多勝だった今中が怪我で離脱していたこともあり、初の開幕投手を任され、開幕戦の対横浜ベイスターズでは8回2/3を自責点2で勝利（ナゴヤドーム初の公式戦で、同球場で初めて勝利を記録）。直前に左太ももに軽度の肉離れを負ったが、恥ずかしさと申し訳なさから隠し通した上で開幕戦勝利を収めた。チームは最下位だったものの抑えの宣銅烈とともに奮闘し、18勝を挙げ、3年ぶり3度目の最多勝と初の最多奪三振を獲得。同年オフはFA権を取得していたため、巨人が年俸3億とも報じられ「こんなにもらえるのか」と驚いたが、「チームに育ててもらったので」との思いから中日を出る気はなかった。ポーズとして検討中と球団に申し出て、FA報道を楽しんでいたところ、スポーツ紙に当時の監督である星野仙一の談話として「ワシはそういう教育しとらん」との一言が掲載されており、それを見て「怒ってる。やばい」と球団に電話。「すぐ行きます」と伝えるとFA権は行使せず3年契約で即合意した。「2年間で合計20勝出来なかった場合は2000年度の年俸はダウン」の条項を組み込んだ契約を結ぶ。同年の活躍に加え、FA権を取得していたこともあってMLBの球団から声が掛かっていたが、結局は中日に残留している。
1998年、広島との開幕戦では2年連続開幕投手を務め、サンデードラゴンズに出演時に10勝を目標にしたが、42歳の相手先発大野豊との投げ合いに敗北、シーズン9勝9敗の成績で終わる。オフに罰ゲームとして立浪和義、大豊泰昭、益田大介、渡邉博幸、荒木雅博と中京競馬場を走ることになった。
1999年は4月に3勝を挙げ月間MVPを獲得。チームの開幕11連勝や11年ぶりのリーグ優勝に貢献したが、勝ち星に恵まれず8勝5敗。しかし、防御率2.96はこの年20勝を挙げた巨人の新人上原浩治や19勝を挙げシーズンMVPになった同僚の野口茂樹に次ぐリーグ3位で、野口や川上憲伸・武田一浩とともに先発ローテの4本柱を担った。福岡ダイエーホークスとの日本シリーズでは第3戦に先発したが城島健司に2点本塁打を打たれ敗戦投手になった。先述の1997年オフの契約どおり、累計20勝を超えず17勝に終わったことにより優勝チームの中で数少ない年俸ダウンとなったが、チームへの貢献度により少額のダウンで済んだ。

#### 2000年代
2000年は左の勝ち頭として3年ぶりの2桁勝利となる11勝を挙げる。防御率ではチーム全日程を終えた段階ではリーグトップに立っていたが、リーグ最終戦でヤクルトの石井一久に抜かれ、わずか0.004点差でタイトルを逃した。オフに年俸1億8000万円（現状維持）で契約更改。
2001年は3月30日の広島との開幕戦（ナゴヤドーム）で3年ぶりに開幕投手に抜擢され、7回1失点で勝利投手になった。だが、援護に恵まれない試合が多く、なんとか2年連続で2桁勝利をマークするものの、プロ入り初のリーグ最多敗戦で自己ワーストとなる13敗を喫する。オフに年俸1億8000万円（現状維持）で契約更改。
2002年は2年連続開幕投手になったが、味方の守備にも泣かされ6回途中5失点（自責点3）で敗戦投手になった。その後も勝ち星を挙げられず、4月末まで0勝4敗、防御率も7点近くと調子を落とし、4月28日に登録抹消された。6月2日の横浜戦（浜松）で復帰し、7回途中1失点でシーズン初勝利を挙げた。7月28日の阪神戦（甲子園球場）で3勝目（球団歴代2位（当時）となる147勝目）を挙げて以降は、8月11日の阪神戦（ナゴヤドーム）で自身の誕生日を白星で飾る、8月23日の横浜戦（ナゴヤドーム）で6回2/3までパーフェクトに抑える、9月21日の横浜戦（ナゴヤドーム）で1年ぶりに完投勝利を挙げるなど、5勝2敗と復調。9月3日の横浜戦（静岡・草薙球場）では8回1失点で勝利投手となり、杉下茂以来球団史上2人目となる通算150勝を達成した。しかし、開幕から中盤まで二軍落ちや中継ぎに配置転換などがあったため、自身2度目の6年連続続いていた規定投球回をクリアできなかった。オフの12月19日に1000万円減の年俸1億7000万円で契約更改。
2003年、開幕5戦目となる4月2日のヤクルト戦（ナゴヤドーム）でシーズン初登板し、7回途中まで1失点に抑えた。4月23日の阪神戦（ナゴヤドーム）でシーズン初勝利を挙げた。8月13日の巨人戦（ナゴヤドーム）では現役最多（当時）となる巨人戦30勝目を挙げた。
この年は6月28日から自身7連勝を記録したものの、9月10日の広島戦（広島）で9勝目を挙げてからは勝ち星を挙げられなかったこと、勝利投手の権利を得て降板したが中継ぎ投手に勝ちを消された試合が多かったことなどもあり、2年ぶりの2桁勝利を逃した。また、15年続いていたシーズン完投試合は途切れた。それでも、1年間先発ローテーションを守って2年ぶりに規定投球回に到達し左腕では野口と並んでチームトップタイの9勝を挙げた。
先発した試合のチームの勝率が高かったこと（17勝9敗、勝率.654）、チームトップの156投球回を記録したことなどが評価され、オフの12月19日に2000万円増の年俸1億9000万円で契約更改。翌年はプロ21年目で自己最高年俸を手にすることとなった。
2004年、4月21日の阪神戦（ナゴヤドーム）で3年ぶりの完封勝利を挙げた。6月18日の横浜戦（ナゴヤドーム）で史上43人目の2500投球回を達成、6月26日の阪神戦（ナゴヤドーム）で球団最年長白星を挙げた。監督推薦でオールスターゲームに選出され、7月10日の第1戦（ナゴヤドーム）に先発した。7月21日の巨人戦（ナゴヤドーム）では3年ぶりに中4日で先発登板した。8月11日の巨人戦（ナゴヤドーム）に先発し、39歳の誕生日を白星で飾った。8月18日の阪神戦（ナゴヤドーム）で3年ぶりに2桁勝利を達成。この年は川上憲伸と左右のエースとしてチームを引っ張り、7年ぶりの11勝以上を挙げる13勝、リーグ2位の防御率3.15を挙げリーグ制覇に貢献した。この年は阪神から7勝を挙げた。
西武ライオンズとの日本シリーズでは第2戦と第6戦に先発し、2試合とも相手のエースである松坂大輔との投げ合いとなった。第2戦は5回途中5失点でKO（終盤に逆転し敗戦投手は免れる）、日本一に王手をかけた第6戦は5回まで1失点に抑えるも6回に和田一浩に逆転2点本塁打を打たれ、この回途中で降板。6回途中3失点で敗戦投手となり、日本シリーズでは結果を残せなかった。チームは翌日も敗れ日本一を逃した。
オフの12月9日に4000万円増の年俸2億3000万円の2年契約で契約更改。40歳になるシーズンから複数年契約を結ぶのは落合博満に次いで史上2人目、プロ入り22年目での年俸2億円突破はプロ野球史上最遅記録となった。
2005年は、球団史上最長となる在籍22年目で迎えるシーズンとなった。この年はシーズン通して調子の好不調が激しく、100イニング以上投げた年では初めて防御率が4点台に終わる。二軍落ちも経験するなど、不本意なシーズンとなった。
2006年、8月12日の阪神戦（ナゴヤドーム）で対阪神戦通算40勝を記録。この試合に勝ったチームは優勝マジック40を球団史上最速で点灯させた。9月9日の対広島戦で、新井貴浩から通算2000奪三振を達成。9月16日の対阪神戦（ナゴヤドーム）でプロ野球史上73人目（84回目）となるノーヒットノーランを達成、41歳1か月での達成は2019年現在においてもプロ野球最年長記録、左腕に限れば世界最年長記録である。許した走者は4回の森野将彦の失策による1人のみのNPB史上2人目となる無四死球ノーヒットノーラン、つまり、準完全試合だった。結果として森野の失策で完全試合の夢は潰えたことになったため、森野はひどく落胆していた。しかし、試合後のインタビューで山本は「あのプレーがあったからこそノーヒットノーランが達成できた」と発言している。また、試合中に9イニング目にマウンドに上がる際に森コーチに対して「ランナーをひとりでも出したら、岩瀬に代えて下さい」と山本は訴えたという。9月30日の対阪神戦（甲子園）でチームは首位ながら2位阪神が9連勝で2ゲーム差に縮められた試合で8回1失点と好投。40歳代としては若林忠志、村田兆治、工藤公康に次いで4人目となる2桁勝利を挙げた。10月15日の対横浜戦ではリリーフで登板し、自身1997年以来9年ぶりで当時のセ・リーグ最年長記録となるセーブを記録（41歳2か月）するなど、最終的に11勝7敗1Sを記録した。なお、9月30日の阪神戦の後に左肘を骨折していたのだが、それでも戦線離脱せずシーズン2試合、日本シリーズ1試合を投げていたことを後に本人が語った。また、規定投球回に到達したのはこの年が最後である。
2007年、開幕4戦目の4月3日の巨人戦（東京ドーム）でシーズン初先発したが、5回途中7失点で敗戦投手になった。4月17日の阪神戦（ナゴヤドーム）で3安打完封勝利を挙げ、200勝へ残り8勝と迫る。41歳8か月での完封勝利はセ・リーグ最年長記録。両リーグ通算でも若林忠志に次ぐ2位であった。この完封は、チームでは1人で達成したものとしてはこの年唯一のものでもあった。5月13日の巨人戦（東京ドーム）でシーズン2勝目を挙げたが、これがこの年最後の勝利だった。5月27日の対北海道日本ハムファイターズ戦では史上80人目の500試合登板を達成したものの8回5失点（自責4）と結果を残せず、この時点で2勝5敗防御率4.40の成績で、翌日登録抹消された。その後は一軍登録と抹消を繰り返す。9月25日の対巨人戦では自身のエラーも絡み5失点でKO、二軍落ち、そのままシーズンを終える（2勝10敗・防御率5.07）こととなる。日本ハムとの日本シリーズではチームが53年ぶりの日本一となったものの、自身の登板機会はなかった。本人いわく、このシーズンはどこにも故障が無いので成績的にも言い訳ができず、普通なら球団から年齢を理由に引退を勧められてもおかしくない状況であったが、200勝という目標に球団が理解を示してくれたため現役続投が許されたと後に回顧している。同時に、2008年も未勝利であれば引退しようと心に決めていた。
2008年、4月2日の対巨人戦での登板で、投手としては大野豊の22年を抜き、野手を含めても衣笠祥雄の23年と並ぶセ・リーグ最長の実働年数（プロ野球最長は2010年現在工藤公康の29年）となった。5月7日の対広島戦で6回を2安打無失点5三振に抑え、シーズン初勝利。5月14日の対東京ヤクルトスワローズ戦で史上26人目となる通算3000投球回を達成。8月4日、ナゴヤドームでの対巨人戦で完投勝利。プロ野球史上24人目となる通算200勝を達成した。中日球団投手の200勝達成は杉下茂以来51年ぶり、42歳11か月での200勝と完投勝利は共に史上最年長記録。200勝達成投手の中でも1年目が未勝利なのは史上6人目であり、5年目に初勝利を挙げたのは最も遅い記録。中日ドラゴンズの投手として初の日本プロ野球名球会入会（昭和生まれではない杉下は入会資格は無い。なお、後に岩瀬仁紀も250セーブを達成して入会を達成している）となった。8月24日の対巨人戦にて史上最年長完投記録を更新（43歳0か月）、史上最年長2桁勝利を記録。8月は4勝1敗の好成績を挙げ、史上最年長で月間MVPにも選出された。この年は43歳ながらチームトップの11勝を挙げる。10月2日、故郷の神奈川県茅ヶ崎市から茅ヶ崎市民栄誉賞が贈られることが決まり、その授賞式が12月27日に茅ヶ崎市総合体育館にて執り行われた。自著では後に「加山雄三さんや桑田佳祐さんといった超大物の芸能人を輩出した湘南の街で、おふたりともまだ受賞されてないというのに…」と謙遜するコメントを発表している。この年は規定投球回に到達できなかったが、最終的に11勝7敗、防御率3.16を記録。安定した投球でチームの先発投手陣を支えた。なお、シーズン2桁勝利はこの年が最後となる。
2009年、開幕から二軍での調整が続き、ウエスタン・リーグ公式戦では投球回数が合計で100イニングを超えている。6月に一軍に上がるが、先発した試合で打たれ再び二軍降格。9月11日にようやく一軍再登録を果たし、同日の対ヤクルト戦でシーズン初勝利。大野が持つセ・リーグ記録を更新する22年連続勝利を記録した。しかし勝利はこの1勝だけで一軍定着後自己最低の成績で終える。また、6年周期100イニング未満で終わるシーズンを3回経験する事となった。

#### 2010年代
2010年、春季キャンプ中に左肩肩甲骨付近を痛めて（肉離れとの報道もあり）二軍で開幕を迎える。6月に二軍戦で実戦に復帰するが、13日の試合で左足首を痛めて1球投げただけで降板する。その後は調整を続け、8月7日の対阪神戦で同年初登板。6回1失点で勝利投手となり、実働25年と自身の持つ記録を更新するセ・リーグ23年連続勝利を達成した。さらに9月4日の対巨人戦で完封勝利し、1950年に毎日オリオンズの若林忠志が達成した史上最年長完封勝利の日本記録（42歳8か月）と、2008年に自身が記録した最年長完投勝利記録を更新（45歳0か月）した。また、30回目の完封勝利は史上30人目であった。結局、この年は5勝を挙げ、中日の逆転リーグ優勝に貢献した。
巨人とのクライマックスシリーズファイナルステージの第4戦に先発。5安打無失点ながら4回1/3で降板。45歳2か月でのポストシーズン登板は自身の最年長登板記録（43歳2か月）を更新すると共に、1972年のダリル・スペンサーが持つ最年長出場記録（43歳3か月）も更新した。
2011年、工藤公康が西武を退団し、オフに現役を引退したため、山本昌がNPB現役最年長選手となった。キャンプ中に右足首を痛め、一軍、二軍ともに登板はなかった。9月23日、右足首の手術を受ける予定であることが報道された。同年12月7日の契約更改で同球団の減俸記録を超える60％減の提示にサインし、現役続行と9月下旬に手術が成された事、順調に回復し、既に練習を再開していることが報道された。
2012年、監督の高木守道が山本昌を復活させると明言し、自主トレ中に高木から開幕投手を告げられる。実際は吉見一起でほぼ確定していたが、山本の復活を奮起するためのものだった。この言葉で山本はハイペースで調整をするようになり、オープン戦で好投した。3月2日の広島とのオープン戦で2回を投げ終えて降板すると高木は握手で迎え、「昌、（開幕）3戦目な」と告げられた。開幕ローテーションに入っていることがモチベーションになったという。4月1日の開幕3戦目の対広島戦（ナゴヤドーム）で先発し5回を3安打に抑えた。46歳7か月の登板で、セ・リーグ最年長登板記録を達成。4月15日の対阪神戦でのシーズン初勝利は自身通算211勝目となり、この勝利で杉下の持つ中日球団の投手通算勝利記録に並び、同時に工藤の持っていたセ・リーグ最年長勝利記録・プロ野球史上最年長先発勝利記録を更新した。4月22日の対広島戦では、打者として一塁ゴロによる1打点を挙げ、打点のセ・リーグ最年長記録を46歳7か月で更新した（従来の記録は金本知憲の44歳0か月）。4月30日の横浜DeNAベイスターズ戦では7回を2安打無失点で勝利投手となり、杉下を抜いて球団最多勝となる通算212勝目を挙げた。杉下からは「ずいぶんかかったな」と言われ、「ここまでかかってすいませんでした」と報告した。その後は調子を落とし二軍で調整を続けたが、終盤に復帰し、10月3日の対阪神戦では中継ぎとして3回を投げ、勝利投手となり、工藤の持っていたプロ野球最年長ホールドポイント記録を更新した（47歳1か月）。山本は「高木監督の開幕投手という言葉がなければもう少しゆっくり調整していた。本当に感謝しています」と振り返った。
巨人とのクライマックスシリーズファイナルステージ第3戦で先発登板するが、5回2失点で勝利投手の権利を持ったまま降板するも直後に同点に追いつかれ勝利投手にはなれなかった。
2013年、プロ入り30年目を迎えてのシーズンでは、3月にインフルエンザを発症したが、調整を間に合わせ、開幕一軍入りを果たす。チーム開幕2カード目となる4月9日の対ヤクルト戦に先発し、6回を1安打に抑える好投で、同年の初勝利を挙げる。なお、この登板で実働27年となり、野村克也・中嶋聡を抜き、歴代記録の単独2位となる（同年中嶋も9月28日にシーズン初出場を果たして2位タイに並ぶ）。その後、8月28日の対ヤクルト戦で5勝目を挙げ、自身のプロ野球最年長先発登板とセ・リーグ最年長登板・最年長勝利記録を48歳0か月に更新し、打者としても5年ぶりの安打を放ち、セ・リーグ最年長安打・打点記録も更新した（従来の安打記録は山﨑武司の44歳8か月、打点は自身の記録を更新）。
2014年、開幕前からツーシームとカットボールの習得に努めるものの、その影響でスピンの効いた速球が投げられなくなり二軍戦でも打ち込まれるようになり、前述の2球種を使わない方向で再調整することとなった。49歳0か月で迎えた9月5日の対阪神戦（ナゴヤドーム）で先発で同年初登板、5回無失点で勝利投手となり、浜崎真二のNPB史上最年長試合出場記録（48歳10か月）とNPB史上最年長勝利投手記録（48歳4か月）などの最年長記録を更新した。
2015年、二軍春季キャンプでの調整を経て、3月3日に、教育リーグの対ソフトバンク戦（ナゴヤ球場）で救援投手としてシーズン初の実戦登板。先頭打者・上林誠知への1球目に、踏み込んだ右足をマウンドの土に取られたことから、右膝に異変を訴えて急遽降板した。さらに、降板後の診察で右膝蓋の靱帯に炎症が生じていることが判明したため、調整が大幅に遅れた。8月9日の対東京ヤクルト戦（ナゴヤドーム）では、先発投手として、およそ1年ぶりに一軍公式戦で登板。NPBの実働年数（一軍公式戦出場年数）で工藤・中嶋に並ぶ最長記録（29年）を達成したほか、この日が49歳11か月29日に当たることから、自身の持つNPBの最年長記録（登板・出場・先発）も更新した。しかし、登板中に左手の人差し指を自分のスパイクにぶつけたことから、左手人差し指の靭帯を損傷。結局、22球を投げただけで、2回表の途中に降板した。なお、この時の損傷はシーズン終了までに完治しなかった。この登板から2日後の8月11日に50歳の誕生日を迎え、NPB史上初となる50代の支配下登録選手となった。

### 50歳で現役を引退
2015年9月25日に自身の公式サイト上で現役引退を発表。前日（9月24日）の阪神戦を観戦した際に、若返りを推進しているチームの現状を目の当たりにしたことを理由に挙げた。
2015年9月30日に名古屋市内での記者会見で、引退を正式に発表。50歳1か月26日で迎えた10月7日の対広島戦（マツダスタジアム）でNPB史上初の50歳出場・登板を果たしたことによって、現役生活を締めくくった。この試合では「打者1人」という条件で先発。先頭打者・丸佳浩を二塁へのゴロに打ち取った。12月2日付で、NPBから自由契約選手として公示された。
また、現役時代に一貫して着用してきた背番号「34」は2016年入団の左腕投手・福敬登に引き継がれた。「永久欠番にはこだわっていない。できれば、自分と同じ左投手に着用して欲しい」という山本自身の意向と、服部受弘の『10』と西沢道夫の『15』以外の背番号を永久欠番とみなさない中日球団の方針による。
中日球団では2016年3月5日のナゴヤドームでのオープン戦（対ヤクルト戦）を山本の「引退試合」として開催した。試合前日（3月4日）には1日限定で山本と選手契約を結ぶことが、球団およびNPBから発表された。中日の選手の引退試合がオープン戦で開かれるのは2014年の山﨑武司以来であり、日本プロ野球で引退試合のために選手契約を結ぶのも山﨑以来である。登録上の背番号は「0」であったが、試合には「打者1人限定」という条件の下に、背番号「34」のユニフォーム姿で先発。元・チームメイトの森岡良介から3球で三振を奪った。

### 現役引退後
引退記者会見の際に、引退後の進路に言及。当面は野球解説者として活動する予定であることや「投げることは32年間精いっぱい勉強したが、ほかは素人。またユニホームを着るチャンスをもらえるように勉強したい」として、野球指導者を志すことを明かした。
2016年からは日本テレビ・中京テレビ・フジテレビ・東海テレビ・東海ラジオ・ニッポン放送の野球解説者や、中日新聞の野球評論家として活動。また、「日本経済新聞」でコラムの連載を開始した。さらに、1月29日からは『NEWS ZERO』（日本テレビ制作・NNN全国ネット番組）のスポーツコメンテーターを務めている。山本は、引退後初めてのレギュラー番組を同番組に決めたことについて、「昨年（2015年）のクライマックスシリーズや日本シリーズ期間中にゲスト解説者として出演した際に、番組スタッフによる情熱や協力体制に素晴らしさを感じた。『来年（2016年）もここでやりたい』と思ったので、自分で出演を申し入れた」と語っている。また、『スポーツサンデー』（テレビ朝日）などの番組にも、ゲストで随時出演している。
2017年12月に学生野球資格回復研修会を受けて、指導資格を修得。それに伴い、2018年2月から実弟の山本秀明が監督を務める母校・日大藤沢高校野球部の特別臨時コーチを務めている。
2019年からは、現役時代に一時バッテリーを組んだ矢野燿大の勧めで、矢野が一軍監督を務める阪神の秋季・春季キャンプ期間中に臨時投手コーチを2020年2月16日まで務めた。
2021年3月、自らのYouTubeチャンネル「山本昌チャンネル34」を開設した。野球・ラジコン関係を中心とした話題を取り扱う(後にチャンネルは閉鎖)。

## 選手としての特徴

### 投球
投球フォームはスリークォーター。持ち球は最速143km/hのストレート、スクリューにカーブ、スライダーである。スクリューやカーブのキレが良かったのは股関節や膝関節が外に割れている骨格をしておりボールが上手く抜けてくれたからである、と山本本人が自著で分析している。入団時から山本を知る三木安司トレーニングコーチを始めとして当時の中日のトレーニング部門に携わった全員の意見として「野球選手としてはとても大成しないと思った」と言われるほどの骨格であったが、山本はそのデメリットをメリットに変えたのである。ワインドアップ時は両手でグラブを突き上げるように大きく振りかぶり、背を一杯に伸ばしてから投げる。指を舐めてから投げる癖がしばしば見られるが、スピットボールと見なされないようにユニフォームで拭いてから投げている。他に舌を出しながら投げるという癖もあり、これは高校時代に荒木大輔の投球時の表情を真似していたらいつの間にかついた癖だと話している（荒木自身は舌を出していない）。ストレートのスピードは常時130km/h台で、40歳を越えてなお、年齢を重ねるにつれて球速が上がってきており、43歳の時に東京ドームで出した143km/hが自己最速。ただ、「球速が出過ぎる時はストレートを投げたがって狙われ、打たれやすい」と周囲から指摘されている。
直球の球速は遅いが軟投派ではなく、BS-i（現：BS-TBS）『超・人』において、「僕は速球派です」と語っている。同番組によると2006年度の全投球のうちストレートが45%を占めており、松坂大輔の46%とほぼ同じであった（同番組で技巧派の代表として比較されていた下柳剛はストレートが8%）。
同番組で山本昌の直球の回転数を計測した結果、1秒間に52回転していた。通常の投手の1秒間の平均回転数が37回転、松坂が41回転、藤川球児が45回転であることから山本昌のそれは極めて高く、そのため球の落差が小さく、初速と終速の差も小さい。元巨人の清水隆行は、「日本で一番どころか日米野球で対戦したどのメジャーリーガーよりも速く感じる速球を投げていた」「左打者にとっては特に球の出所が見づらくなるフォームであるためより速く感じるのでは」と話している。
球種や球の強弱は捕手のサインに任せ、それに対してはほとんど首を振らなかった。
ボール半個単位の制球力が備わっていたが、これは「右打者のアウトハイからインローへと描かれるL字の斜め上のコースに行かないようにする」ことを心掛けていたことによる。2020年代になると所謂「立ち投げ」が主流だが、山本は現役時代、体重移動を使いたいという理由で軸足を沈め、靴の内側の方の紐穴辺りが土に付くようにしていた。「円で回す」肘の上げ方、腕の使い方をしていた。
2015年の日本シリーズの解説の折に工藤公康に挨拶した際、飯田哲也から「引退したから言いますけど」と断りを入れられながらも「ストレートの時は口をきつく閉じ、変化球の時は口が緩い(セットポジションの時は出ない)」と癖を指摘された。現役時代に広島から来たあるコーチからはストレートと変化球でワインドアップの大小が違うと指摘され、広島からヤケに打たれるシーズンがあったがこれで納得したという。
2009年の時点で日本球界ではノーワインドアップモーションが主流となっていたが、山本は「かっこいいから」とワインドアップモーションを好んで使用した。一方、ワインドアップがプロ野球から減っていったのは癖が出やすいからだと引退後に分析している。
現役時代には「締めただけで何十何.何キロと体重が分かる」という理由で、使い古したボロボロのベルトを使うことで体調管理していた。
大久保博元は「思ったより曲がる変化球は軟投派の打ち崩し方である流し打ちで対処できたが、その変化球が頭から離れなくなると135km/hのストレートが150km/hに感じるようになった。速球派だと思ってしっかり引っ張って打つようにしてから対処できるようになった」という趣旨の現役時代の対戦の感想を引退後に述べていた。また、現役終盤期の直前まで手が見えないように投げる出所の分かりづらいフォームについて大久保は「相当いろんなことをやってあそこのフォームにいきついたと思う」と山本の努力を感じ取っていた。
独特のセットポジションである。最近では主流なグローブを顔から離して胸の位置で構えるスタイルは「日本で私が始まりではないか」と本人が語っている。ベルト付近にセットすると投げる時に胸までグローブを挙げる作業を行う分モーションが遅くなるという考えから、予め胸まで腕を上げる構えを行っていた。これは、モーションが速くなるという利点だけでなく、顔から離して構える分つま先に重心が移るという利点もある。
投球のテンポが悪いため、同僚だった大豊泰昭は「今日はマサだから試合が長くなるな」と思いながら守っていたという。

### 打撃
通算153犠打は日本プロ野球の投手史上最多。2007年にはセントラル・リーグ公式サイトで「隠れた犠打王」として紹介されている。中学時代の野球部監督角田明との対談で山本は「バント職人と呼ばれた川相昌弘さんにもお前バントうまいって誉められたんですから」、角田も「星野仙一さんもテレビでの解説でお前のバントを褒めていたよ」と述べていた。しかし本塁打に関しては初打席から1209打席本塁打はなく、2014年当時で初打席からの連続打席無本塁打記録は現役では岡田幸文、松本哲也に次ぐ3位だった。自身、本塁打を熱望していたが果たせずに終わり、NPBで200勝以上を記録した投手の中で、無本塁打に終わった初の選手となった。

## 人物
1988年に頭角を現して以降は先発ローテーション投手として活躍。中日ドラゴンズには今中慎二、野口茂樹、川上憲伸、吉見一起等のエースと呼ばれる投手がいたことから、それらの投手を押しのける形で山本がエースと呼ばれることはなかった（1993年と1994年の中日ドラゴンズは今中と山本のダブルエースと呼ばれることはあった）。40歳を過ぎてもなお円熟のピッチングで中日の先発投手陣の一角を任い数々の投手最年長記録保持者となっている。選手としての同一球団在籍記録は日本プロ野球記録を更新した。2009年時点で「全力で投げて速球が133km/h出なければ引退する」と語っていた。
両親からは「人に迷惑をかけないのなら、好きなことをやればいい」と言われて育った山本は、子供の頃からいじめっ子ではなく、友達とケンカすることもなく、思春期に道を外れるということも無かった。山本は自身を「典型的な健全なる野球少年であった」と評している。
その温厚な性格は大久保博元をして「年輪を重ねる前から、元々丸い」「あんな優しい200勝投手もいないんじゃないの」と言わしめる程。
2009年1月24日に行われたトークショーの席にて、公称では186 cm・87 kgとしている身長・体重が、実際は188 cm・98 kgであることを明かしたが、験担ぎとして今後も変更しないことを語った。
2009年の時点では背筋力が180 kgであると言っており、これは一般男性とほぼ同じレベルであった。40代で背筋180 kgは上位5%に入る。40代男性の平均的な背筋力は130 kg程度である。
交渉下手を自認しており、そのことから契約更改で揉めることとは無縁であった。山本が契約更改で保留したのは1994年の一度だけで、それも山本自身の意思ではなく、球団サイドが2年連続で最多勝利のタイトルを獲得した山本を球界投手最高年俸にするために、ライバルと目される読売ジャイアンツの斎藤雅樹の契約更改を終えた後でそれを上回る金額で契約更改をすることを意図したものであった（この時の契約更改は山本側と斎藤側の双方が契約更改せず、最終的に山本側が根負けしてクリスマス明けに契約更改した後に年明けに斎藤側が山本を上回る金額で契約更改と言う決着となった）。
高校時代の通知表における体育の成績はいつも10段階中5か6であったといい、現役時代より自ら運動神経に優れないことを自覚するコメントを残していた。

### 試合前の調整方法
ベテランの域に足を踏み入れても登板前夜には非常に緊張する性質であったようであり、1999年ぐらいまでは半ば真剣に「でっかいハサミをもっていって、球場の電源を切ることはできないだろうか」と考えていた。そうした理由に加えて、入団当時の二軍コーチから「投げる時くらいグラブとスパイクはピカピカに磨いておけ!」と言われたこと、そして「野球の神様」を信じていることから、登板前にはバスタオルを頭からかぶり、下を向いて試合用のグラブとスパイクをせっせと磨いていた。
試合前には緊張して食事が摂れないという理由から、ナイターがある際にはホームなら午後2時30分の前、ビジターなら午後4時の前に胃に食べ物を入れていた。カレーライスなら事前にドカ食いできるという理由で、先発の前にはカレーをしばしば食しており、そのことから「山本昌がお昼にカレーライスを食べていたら、その日が先発」という公然の秘密と呼べるものが生まれた。
現役時代は、日常生活で利き腕の左手、左肩を傷めないよう常に気を使っていたという。
登板後のアイシング治療はせず、次回登板まで自然治癒に専念していた。

### 野球論
指先の感覚を養い綺麗な回転のボールを投げるための練習としてキャッチボールほど有効な練習方法はないと考えている。回転数の高い球を投げることができた背景にはキャッチボールを怠らなかったということがあり、自著でも自身や中日がキャッチボールを重視していたことに触れている。山本がストレートにこだわったのはストレートがピンポイントで決められる唯一の球種であるという本人の考えからであり、そういうことから本人は「投手は変化球よりもストレートを投げるべきだ」という野球論を持っている。ピッチャーは三振を奪うピッチングを行う方が良いという考えの持ち主であり、打たせて取るという考えは野手に多い考えであるとしている。バットに当たれば犠打や失策の可能性が出るが、バットに当てさせなければ何も起こらないという考えも持っている。味方の攻撃中も試合の流れを見るので、汗をかいてもアンダーシャツを着替えなかった。本人は引退後の2022年に『フルタの方程式』でチェンジアップのような無回転系の変化球であっても、制球が付くようにシュート気味に回転を持たせた方が良いと主張している。
プロ野球の常識は自身の少年時代と変わっていることを指摘しており、例えば山本の時代には「練習中に水は飲むな」「投手はプールに入るなんてもってのほか」「ウエートトレはしてはならない」が常識であり、このうちプールに関しては高校時代は当時の「常識」を理由に学校公認で見学が認められていた。2009年の時点でも「シュートは肘を痛める」と言われたが、山本は「ストレートを投げる肘の動きを少し強調するだけでシュートは投げられる。逆にひねる球種の方が、よほど負担が大きいのだ」と持論を展開している。投げ込みに関してはある程度の条件付きで必要と主張しており、試合中の投球、イニング間の練習球、試合前の投球練習を含めて200球までなら「その程度は投げる」という。逆に「それ以上の数は必要なのか?と問いたい」としている。
本人は肘や肩の手術をしないで済んだのは中指から抜いて投げるシンカー方向の変化球中心の投球をしていたたためだと引退後に振り返っており、野球教室でも抜いて投げるチェンジアップを中心に教えていると語っている。逆に、カーブやスライダー、スプリットやカットボールなどの人差し指を使う変化球を投げると故障しやすくなると主張している。
キャンプに関しては「キャンプを開催するその無駄の中にこそ技術習得がある」「好きなことはいくらでもやれるが頑張ってやれる期間は短い」という考えから必要だと話している。練習に関しては継続力が重要だと主張しており、言い換えるとほんのちょっとした努力をこつこつと続ける力が欠かせないという。現に山本は高校1年生の頃から2009年の時点で30年以上にわたって2 kgのダンベルを左200回、右100回上げ下げするというごくささやかなトレーニングを先発の前日などでもない限り毎日欠かさず行っていることを明かした。練習には観察力が必要であり、例えば学校の部活の下級生なら先輩をよく観察し、補欠ならレギュラーとの違いをよく考えてみる必要があると主張している。かつてのチームメイトであった井端弘和などは、あるレベルの集団に入ったらいい意味で「なじむ」性質の選手であり、それは観察力に行きつくという。
ライバル関係については自身の危機感を煽ることやはりあって目標をステップアップさせるためにも必要だと主張している。ライバル同士の選手に年俸で水を開けられたらその選手同士はお互いに疎遠になるのが自然であり、年俸で水を開けられてなお仲良くすることは「その方がおかしい」としている。
メジャー優位論に異を唱える人物でもあり、メジャーを志す人間については間違っていないと但し書きをした上で「僕が目指してきた野球の最高峰は『日本』である。それは声を大にしていいたい。そこでやってきた、結果を残してきたという自負もある。だから行きたいと思ったことはないし、行った人間を『うらやましい』と思ったこともない」と話している。「自身がメジャーリーガーになったらどうなったか?」という質問に関しては「きっと大成しなかった」と答えており、中日でいいコーチ、いいトレーナー、いいスタッフと知り合った結果、200勝までたどり着いたと自著では説明している。
WBCなどの国際試合に関心があったが、国際大会には縁が無かった。「1度は行きたかったなと。野球をしている以上はね。私の全盛期というのはおそらく90年代前半なんですけど、国際大会はアマチュアの選手のみで参加してましたのでね。（全盛期が）今なら、という思いはありますけどね。あの緊張感の中でやれるっていうのは、そうないでしょうから。幸せなことなんだろうというのは思います」と語っている。
また、2009年のWBCは中日選手が辞退する中で、2009年に日本代表の投手コーチの与田剛に電話をするなどアピールしていた。

昔の投手は無制限に投げ込みできる訳ではなかったことから直球の速度と質、既に持っている変化球の質を磨くことが常識であったが、現代の投手は球種など新しいものをどんどん取り入れようとする風潮であり、トラックマンなどの機材の充実により投球制限がある中で効率的に練習できるようになっているなど、プロ野球のレベル、技術力は上がっているとの見解を示している。また、練習環境の充実が「投高打低」時代の到来に影響しているとしている。自身の現役時代は球場が狭かったのでボールの反発係数の影響は低く（そもそも現役時代は統一球導入前の時代であり、試合の主催チームによってボールの質はマチマチであった）、基本的に芯を食えばスタンドインという時代であったと説明している（2024年時点）。

### 登録名の事情
1990年オフに山本保司が中日に新入団して同姓選手が2人になり、スコアボードや新聞などの略表記が「山本昌」「山本保」の表示で区別をされるようになっていた。1995年オフに山本保が千葉ロッテマリーンズにトレード移籍したため、「山本」姓は1人だけになって区別する必要はなくなったが、「山本昌」になってから最多勝利などを獲得したことから本人は「昌」を取られることを拒否し、験を担いで1996年より登録名を山本昌（姓と名の区別がない表記）としていた。その後も引退まで登録名は変更されず、引退後の野球評論家活動も「山本昌」名義で行っている。
これについて山本本人は、96年のオープン戦にて登板する際に「ピッチャー、山本」とコールされた時に、「山本って誰?…ああ。山本昌か!」とファンが困惑していた様子を見て、「"山本"って（言われても）みんな知らないんですけど…」と球団に相談した結果、「山本昌」に登録名を変更することになった、と述懐している。
なお、後述のラジコンレースに出場する際は本名が登録されており、レース公式サイト上では「山本 昌広」「山本 昌」の表記が見られる。

### 背番号34
1984年の入団時より一貫して「34」の背番号を着けていた。「34」は日本球界において左投手の代名詞の一つであり、また同年20番に変更した小松辰雄が着けていた背番号でもあったが、山本に充てられたのはその時点での空番号がドラフト指名順に割り振られたためである（1位藤王康晴：背番号1、2位仁村徹：背番号24、3位三浦将明：背番号26）。その後活躍が認められ、球団からかつて松本幸行が着けていた中日左のエースナンバーとされている21への変更を打診されるが、「この番号が自分のプロ生活の全てを知っているから変えたくない」と拒否した。
なお、同一背番号を着用した選手としては、プロ野球史上最長（32年間）である。コーチ・監督時代を含む同一背番号の着用に関しては王貞治が巨人時代に背番号1を30年間（1959年 - 1988年）着用していたが、2013年に王の記録に並び、2014年シーズンをもって単独最長記録として更新された。
また、入団当時からチームも背番号も変わらずに32年間にわたって現役を続け、現役晩年の衰えも他の選手に比べるとあまり著しくなかった様子から（球界の）「生きた化石」「シーラカンス」と呼ばれることもある。現役期間が32年にのぼるため、古くは衣笠祥雄や山本浩二（共に1946年度生）、新しくは大谷翔平や鈴木誠也（共に1994年度生）と対戦経験がある。中日には和田一浩や岩瀬仁紀ら、40歳を超えながらも主力として活躍するベテランが目立っていた中、山本昌は中でも特に目立った存在であった。長く現役として活躍し続けているために、スキージャンプの葛西紀明、ゴルフの青木功、大相撲の旭天鵬とともに「レジェンド」と呼ばれるようになる。2014年新語・流行語大賞で「レジェンド」がトップテン入りした。
前述したように、現役引退後の永久欠番制定を固辞したため、自身と入れ替わる格好で入団した福敬登が2016年から背番号34を着用していた。その後、2018年に故障の治療のため育成選手登録に切り替えられ、背番号を規定により3桁に変更する関係上、暫定的に234に変更し、7月19日に支配下登録された際に再び背番号34を着用している。

### 日本シリーズ
山本の現役時代に中日は日本シリーズに1988年、1999年、2004年、2006年、2007年、2010年、2011年の7回進出し、その中で2007年と2011年の2回を除く計6試合に登板したが、一度も勝ち投手になれなかった。

### 趣味
ラジコン
プライベートの山本は多趣味なことで知られるが、中でも特に有名なのがラジコンである。ラジコンを始めたきっかけは、1995年に膝を痛めた際、昼前にリハビリが終わって暇つぶしに街に出た時、ラジコンショップでラジコンを見つけて「面白そうだ」と思い、始めたことによる。ラジコンショップにはシーズン中でも1週間に1度はかならず顔を出し、地元名古屋で開催されるレースにはシーズン中（ただし、リーグ優勝が確定し、クライマックスシリーズ開催を待つ期間）でも積極的に参加を重ね、これまでに数々の優勝を経験している。その腕前は玄人にも一目置かれる確かなもので、2002年には全日本選手権のEPツーリングカースポーツクラスで4位に入賞した。40歳の時に一度やめたが現役引退後に再開した。
ラジコン好きが高じて、親交のあるラジコンメーカー「ミワホビー」とシャーシモデル「YM34」を共同開発し、一般向けに販売したほか、同僚の山﨑武司とともに「山山杯」と銘打った競技大会を開催した。毎年盛況を博した山山杯であったが、2006年のオフシーズンに「いや、申し訳ないんだけど、もう10年も続けたでしょう。だから今年はひと区切りということでね」と休止した。末期の「山山杯」は、開催4日前から主に日本の参加メーカーと専属レーサーのセッティングなど準備が入る、世界チャンピオンがタイから参戦するなど、最早ラジコン界におけるトッププロによる世界大会に近い大会になっていた。2009年の「200勝記念レース」にもラジコン世界チャンピオン経験者の広坂正美らが参加している。ラジコンを操作する時の構えは投球前のセットポジションとほとんど同じである。
本人によれば、ラジコン好きは本業の野球にも影響を及ぼしたという。95年にラジコンショップに入り浸っていた際、店の常連のトップ選手たちが、1日中店にいるのにコースで車を走らせる時間はほんのわずかで、大半をマシンセッティングに費やしていたのを見て「トップ選手でも状況次第でこれだけセッティングを変えるんだ」と驚き、以後「自分も投球フォームを変えればもっと良くなるかもしれない」として、フォームを調子によって変えることを躊躇しなくなった。
プロ野球を引退後の2017年には、自身初の冠番組「山本昌のラジ魂道場」がフジテレビONEで放送される。また、2018年には12年ぶりに「山山杯」が開催され、2019年と2020年にも開催された。2023年9月には全日本選手権電動レーシングカースポーツクラスに参戦し、決勝まで残るも総合10位に終わった。
車
山﨑と同じく国内外問わず多数の高級車を所有している。2012年現在、外車だけでもランボルギーニ・ミウラP400SV、フェラーリ・F512M、メルセデス・ベンツ、BMW・7シリーズの4台を保有していた。現在の愛車は前述のランボルギーニ・ミウラP400SVとポルシェ・ボクスター、BMW・7シリーズを所有している。中でもランボルギーニ・ミウラは1971年生産の車体で41年が経過した時点でも走行可能と、極めて良好なコンディションである。これは「車に見合う、恥ずかしくない選手になれるように」との本人の思いもある。車の収集のきっかけは結婚してから妻が車を必要に思って日産シルビアを購入したところから始まり、金のない二軍時代は必死に外車雑誌を読み漁った。1993年オフには念願かなってフェラーリを購入したが、この時山本は免許すら持っていなかった。
カブトムシ・クワガタムシの飼育
甲虫集めも趣味で、世界の甲虫を集めて息子と一緒に飼育していた。近所の山へ早朝に出かけ、秘密のスポットでカブトムシやクワガタムシを獲ったりしているとされる。武田一浩曰く「こんなにデカイ体してカブトムシの話したら止まらないんだから」とのこと。最盛期ではオオクワガタを50頭は飼っていたといい、飼っていたオオクワガタの幼虫が体重30 gを超えたこともあるが、その幼虫が成虫になった際の体長は目標としていた80 mmにわずかに届かない79 mmだったという。また飼育する甲虫類が増えすぎたためにその一部を知人・友人に無償でプレゼントしたことも。しかし2007年シーズンが不本意な成績に終わったことなどから、飼っていた甲虫類を全て友人らに譲り、飼育をきっぱりやめたという。また飼育を「小休止」した一因として、2009年から数年前に寒波が襲来した際、外出中だったためにベランダで飼育していたカブトムシの幼虫を室内に避難させることができず、死なせてしまったという出来事や、年齢を重ねてクワガタムシの飼育と野球との両立が難しくなってきたこともあり、最後まで飼育していた20頭程度のクワガタムシをすべて知人たちに譲渡したと語っている。
2024年7月13日には、滋賀県のグリーンパーク山東内に開業したカブトムシやクワガタの展示施設「ビートルランド・米原」の名誉館長に就任している。
競馬
競馬好きが高じてサンデーサラブレッドクラブにて一口馬主となっている。
一口馬主としての出資馬には、2017年皐月賞・2019年大阪杯を勝ったアルアイン、2021年東京優駿（日本ダービー）を勝ったシャフリヤールがいる。シャフリヤールが勝った第88回日本ダービーの当日にはフジテレビ系列「みんなのKEIBA」に佐々木主浩（日本プロ野球名球会理事）と共にゲスト出演しており、愛馬の勝利の瞬間をスタジオで観戦していた。この番組内では単勝馬券・3連単馬券を的中させている。
その他
その他の趣味として漫画、ゲームが挙げられる。ブックオフなどで絶版の漫画を探す、新作で面白いゲームが出れば、それをクリアする予定を基にシーズンオフのスケジュールを組むなど、多くの情熱を注ぐ。また学生時代は「教科書に漫画がついていたから」という理由で日本史・中国史を好み、秋田遠征時には記者と久保田城についての話で盛り上がったという。高校時代は社会科の教員を目指していたこともあった。
カラオケも好きであり、山本はカラオケを性格診断に利用することもある。ベテランの域に入ると山本は高校を出たばかりのルーキーなどに対しては、酒を飲ませないことや時間を考えて行うことなど配慮を行い、自著ではその様子を「保護者」と例えている。小田和正の大ファンであり、彼の名古屋公演ではシーズン中でもコンサート会場に姿を見せることがある。当人同士の交流もあり、2009年1月2日に東海テレビで放送された山本昌の200勝記念番組では、小田がナレーションを務めた。
在籍期間が非常に長かったゆえ、堂上照、剛裕・直倫親子と在籍していた経験があり、入団間もない頃に照の紹介で、赤ちゃんだった剛裕・直倫兄弟を抱っこし、その後自身が登板した試合で、直倫が遊撃手のポジションを守っていたというエピソードをジャンクSPORTSで語っている。

### 山本昌広杯
山本昌が2008年に通算200勝を達成し、同年に茅ヶ崎市民栄誉賞を受賞したことを記念し、その翌年の2009年より茅ヶ崎市や茅ヶ崎市野球協会などの主催で『山本昌広杯少年野球大会』が創設され、茅ヶ崎公園野球場にて毎年8月の夏休みの時期に開催されている。現役当時の山本はシーズン中であったために会場に直接来場出来なかったが、自身のメッセージを大会宛に寄せている。

### 家族
実父・山本巧は1966年度NHKのど自慢全国チャンピオンの演歌歌手。若い頃から歌手志望で、作曲家の船村徹に弟子入りしていた時期もあったというが歌手としてデビュー寸前の時期と、息子・昌広の誕生の時期が重なり、家庭を優先した結果一時断念している。しかし、2009年10月にインターナショナルミュージックからシングルCDを発売した他、それ以前も自費出版にて数枚のシングル曲を発表していた。父はまた、山本の高校時代、それこそ日本中どこへ遠征しても駆けつけるほど応援に熱心であり、当時の野球部員の中に父の存在を知らない者はないほどであった。
5歳下の実弟・山本秀明は、自身の母校である日大藤沢高校野球部の監督として、チームを2007年春に行われた第79回選抜大会出場に導いている。
婚姻歴は2回で、最初の妻との間には一男一女を儲けたものの2011年に離婚。2013年12月に16歳年下の女性と2度目の結婚。長女は2020年1月に元マラソン選手の瀬古利彦の次男と結婚。

## 詳細情報

### 年度別投手成績
| 年 度      | 球 団      | 登 板 | 先 発 | 完 投 | 完 封 | 無 四 球 | 勝 利 | 敗 戦 | セ 丨 ブ | ホ 丨 ル ド | 勝 率 | 打 者 | 投 球 回 | 被 安 打 | 被 本 塁 打 | 与 四 球 | 敬 遠 | 与 死 球 | 奪 三 振 | 暴 投 | ボ 丨 ク | 失 点 | 自 責 点 | 防 御 率 | W H I P |
| ---------- | ---------- | ----- | ----- | ----- | ----- | -------- | ----- | ----- | -------- | ----------- | ----- | ----- | -------- | -------- | ----------- | -------- | ----- | -------- | -------- | ----- | -------- | ----- | -------- | -------- | ------- |
| 1986       | 中日       | 1     | 0     | 0     | 0     | 0        | 0     | 0     | 0        | --          | ----  | 5     | 0.2      | 2        | 1           | 1        | 0     | 0        | 2        | 0     | 0        | 2     | 2        | 27.00    | 4.50    |
| 1987       | 中日       | 3     | 0     | 0     | 0     | 0        | 0     | 0     | 0        | --          | ----  | 11    | 1.2      | 2        | 0           | 4        | 0     | 0        | 1        | 1     | 0        | 3     | 3        | 16.20    | 3.60    |
| 1988       | 中日       | 8     | 6     | 2     | 2     | 0        | 5     | 0     | 0        | --          | 1.000 | 184   | 48.2     | 28       | 1           | 13       | 1     | 1        | 35       | 0     | 0        | 4     | 3        | 0.55     | 0.84    |
| 1989       | 中日       | 35    | 26    | 5     | 2     | 1        | 9     | 9     | 1        | --          | .500  | 757   | 181.0    | 172      | 14          | 56       | 8     | 2        | 108      | 3     | 0        | 66    | 59       | 2.93     | 1.26    |
| 1990       | 中日       | 26    | 24    | 6     | 1     | 0        | 10    | 7     | 0        | --          | .588  | 646   | 152.0    | 154      | 23          | 45       | 3     | 4        | 77       | 5     | 0        | 67    | 60       | 3.55     | 1.31    |
| 1991       | 中日       | 33    | 22    | 2     | 0     | 0        | 6     | 8     | 1        | --          | .429  | 618   | 144.0    | 158      | 14          | 43       | 3     | 3        | 96       | 1     | 0        | 73    | 58       | 3.63     | 1.40    |
| 1992       | 中日       | 30    | 25    | 5     | 2     | 0        | 13    | 10    | 0        | --          | .565  | 709   | 170.2    | 158      | 22          | 49       | 4     | 2        | 135      | 3     | 0        | 73    | 65       | 3.43     | 1.21    |
| 1993       | 中日       | 27    | 24    | 10    | 5     | 1        | 17    | 5     | 0        | --          | .773  | 710   | 188.1    | 140      | 16          | 30       | 2     | 3        | 132      | 1     | 0        | 46    | 43       | 2.05     | 0.90    |
| 1994       | 中日       | 29    | 29    | 14    | 2     | 2        | 19    | 8     | 0        | --          | .704  | 868   | 214.0    | 203      | 19          | 46       | 3     | 0        | 148      | 1     | 0        | 86    | 83       | 3.49     | 1.16    |
| 1995       | 中日       | 12    | 10    | 3     | 1     | 0        | 2     | 5     | 0        | --          | .286  | 302   | 74.2     | 70       | 15          | 17       | 2     | 1        | 61       | 1     | 0        | 43    | 40       | 4.82     | 1.17    |
| 1996       | 中日       | 26    | 23    | 6     | 2     | 0        | 7     | 9     | 1        | --          | .438  | 647   | 154.2    | 159      | 17          | 38       | 2     | 3        | 119      | 4     | 1        | 72    | 63       | 3.67     | 1.27    |
| 1997       | 中日       | 29    | 28    | 4     | 1     | 1        | 18    | 7     | 1        | --          | .720  | 838   | 206.2    | 174      | 26          | 57       | 4     | 3        | 159      | 1     | 0        | 74    | 67       | 2.92     | 1.12    |
| 1998       | 中日       | 28    | 28    | 5     | 3     | 0        | 9     | 9     | 0        | --          | .500  | 769   | 182.0    | 185      | 14          | 60       | 3     | 2        | 131      | 1     | 0        | 74    | 74       | 3.66     | 1.35    |
| 1999       | 中日       | 25    | 25    | 1     | 0     | 0        | 8     | 5     | 0        | --          | .615  | 661   | 158.1    | 149      | 16          | 44       | 6     | 3        | 116      | 1     | 0        | 55    | 52       | 2.96     | 1.22    |
| 2000       | 中日       | 28    | 21    | 5     | 2     | 1        | 11    | 9     | 0        | --          | .550  | 608   | 151.2    | 129      | 16          | 36       | 4     | 2        | 104      | 3     | 0        | 50    | 44       | 2.61     | 1.09    |
| 2001       | 中日       | 28    | 26    | 2     | 2     | 1        | 10    | 13    | 0        | --          | .435  | 672   | 163.2    | 160      | 12          | 44       | 4     | 2        | 98       | 3     | 0        | 69    | 66       | 3.63     | 1.25    |
| 2002       | 中日       | 21    | 13    | 1     | 0     | 1        | 7     | 6     | 0        | --          | .538  | 352   | 86.1     | 90       | 10          | 9        | 1     | 0        | 67       | 1     | 0        | 40    | 38       | 3.96     | 1.15    |
| 2003       | 中日       | 26    | 26    | 0     | 0     | 0        | 9     | 7     | 0        | --          | .563  | 653   | 156.0    | 156      | 19          | 35       | 5     | 9        | 121      | 1     | 0        | 69    | 62       | 3.58     | 1.22    |
| 2004       | 中日       | 27    | 24    | 1     | 1     | 0        | 13    | 6     | 0        | --          | .684  | 653   | 157.0    | 153      | 16          | 43       | 3     | 2        | 120      | 2     | 0        | 56    | 55       | 3.15     | 1.25    |
| 2005       | 中日       | 22    | 21    | 0     | 0     | 0        | 7     | 8     | 0        | 0           | .467  | 513   | 116.0    | 137      | 12          | 31       | 2     | 8        | 69       | 2     | 0        | 63    | 63       | 4.89     | 1.45    |
| 2006       | 中日       | 27    | 26    | 3     | 2     | 1        | 11    | 7     | 1        | 0           | .611  | 686   | 170.2    | 147      | 11          | 36       | 3     | 6        | 124      | 2     | 0        | 65    | 63       | 3.32     | 1.07    |
| 2007       | 中日       | 19    | 18    | 1     | 1     | 0        | 2     | 10    | 0        | 0           | .167  | 469   | 108.1    | 124      | 13          | 27       | 1     | 4        | 71       | 0     | 0        | 68    | 61       | 5.07     | 1.39    |
| 2008       | 中日       | 23    | 22    | 2     | 0     | 1        | 11    | 7     | 0        | 0           | .611  | 544   | 133.2    | 127      | 15          | 26       | 2     | 2        | 84       | 1     | 0        | 54    | 47       | 3.16     | 1.14    |
| 2009       | 中日       | 6     | 6     | 0     | 0     | 0        | 1     | 4     | 0        | 0           | .200  | 137   | 27.0     | 45       | 5           | 12       | 1     | 0        | 14       | 1     | 0        | 34    | 32       | 10.67    | 2.11    |
| 2010       | 中日       | 8     | 8     | 1     | 1     | 0        | 5     | 1     | 0        | 0           | .833  | 205   | 47.2     | 55       | 4           | 12       | 1     | 3        | 28       | 1     | 0        | 20    | 17       | 3.21     | 1.41    |
| 2012       | 中日       | 13    | 12    | 0     | 0     | 0        | 3     | 2     | 0        | 0           | .600  | 264   | 67.1     | 52       | 4           | 19       | 2     | 2        | 40       | 2     | 0        | 22    | 22       | 2.94     | 1.05    |
| 2013       | 中日       | 16    | 16    | 0     | 0     | 0        | 5     | 2     | 0        | 0           | .714  | 314   | 70.2     | 80       | 6           | 28       | 2     | 1        | 39       | 2     | 0        | 37    | 35       | 4.46     | 1.53    |
| 2014       | 中日       | 3     | 3     | 0     | 0     | 0        | 1     | 1     | 0        | 0           | .500  | 60    | 14.0     | 16       | 0           | 3        | 0     | 1        | 9        | 1     | 0        | 8     | 7        | 4.50     | 1.36    |
| 2015       | 中日       | 2     | 2     | 0     | 0     | 0        | 0     | 0     | 0        | 0           | ----  | 7     | 1.1      | 1        | 0           | 2        | 0     | 0        | 2        | 1     | 0        | 1     | 1        | 6.75     | 2.25    |
| 通算：29年 | 通算：29年 | 581   | 514   | 79    | 30    | 10       | 219   | 165   | 5        | 0           | .570  | 13862 | 3348.2   | 3226     | 341         | 866      | 72    | 69       | 2310     | 46    | 1        | 1394  | 1285     | 3.45     | 1.22    |

- 各年度の太字はリーグ最高、赤太字はNPBにおける歴代最高

### 通算打撃成績
979打数134安打（.137） 0本塁打　57打点

### タイトル
- 最多勝利：3回（1993年、1994年、1997年）※2年連続はセ・リーグ最長タイ記録（他は金田正一、権藤博、村山実、平松政次、江川卓、遠藤一彦、斎藤雅樹、セス・グライシンガー、内海哲也、菅野智之、青柳晃洋）
- 最優秀防御率：1回（1993年）
- 最多奪三振：1回（1997年）
- 最高勝率 ：1回（1993年） ※当時連盟表彰なし。セントラル・リーグでは、1972年までと2013年以降表彰

### 表彰
- 沢村栄治賞：1回（1994年）
- ベストナイン：2回（1994年、1997年）
- 月間MVP：8回（1993年4月・7月・8月、1994年4月・9月、1997年7月、1999年4月[70]、2008年8月） ※セ・リーグ投手最多タイ記録（他は川上憲伸、菅野智之）。2008年8月度は史上最年長記録。
- 最優秀バッテリー賞：1回（1993年 捕手：中村武志）
- 最優秀投手：2回（1994年、1997年）
- 優秀JCB・MEP賞：1回（1997年）
- 「ジョージア魂」賞
  - Bi-weekly賞：3回（2010年度の第10回、2012年度の第2回、2014年度の第11回）
  - 特別賞：1回（2014年）
- セ・リーグ連盟特別表彰：2回（特別賞：2014年、功労賞：2015年）
- ドラゴンズクラウン賞
  - 最優秀選手賞：1回（2008年[233]）
  - 優秀選手賞：5回（1992年、1994年、1997年、2000年[234]、2003年[235]）
  - 特別賞：1回（2006年）
- 茅ヶ崎市民栄誉賞（2008年）[236]
- ユーキャン新語・流行語大賞 トップテン（2014年、「レジェンド」、葛西紀明・青木功と共同で受賞）
- グッドエイジャー賞（2016年）

### 記録
初記録
- 初登板：1986年10月16日、対ヤクルトスワローズ26回戦（明治神宮野球場）、6回裏一死に2番手で救援登板、2/3回2失点
- 初奪三振：同上、6回裏に池山隆寛から
- 初勝利：1988年8月30日、対広島東洋カープ18回戦（ナゴヤ球場）、5回表に3番手で救援登板、2回1失点
- 初先発・初先発勝利：1988年9月9日、対広島東洋カープ20回戦（広島市民球場）、6回無失点
- 初完投勝利・初完封勝利：1988年9月16日、対ヤクルトスワローズ20回戦（明治神宮野球場）
- 初セーブ：1989年4月16日、対阪神タイガース2回戦（阪神甲子園球場）、9回裏に4番手で救援登板・完了、1回無失点

節目の記録
- 1000投球回：1994年7月17日、対ヤクルトスワローズ17回戦（明治神宮野球場） ※史上255人目
- 1000奪三振：1997年7月15日、対広島東洋カープ15回戦（ナゴヤドーム）、3回表に黒田博樹から ※史上99人目
- 100勝：1997年7月21日、対阪神タイガース20回戦（阪神甲子園球場）、先発登板で7回1失点 ※史上114人目
- 1500投球回：1997年9月9日、対ヤクルトスワローズ25回戦（明治神宮野球場） ※史上143人目
- 2000投球回：2000年9月5日、対横浜ベイスターズ21回戦（ナゴヤドーム）、1回表二死目に金城龍彦を遊撃ゴロで達成 ※史上79人目
- 1500奪三振：2001年8月17日、対ヤクルトスワローズ19回戦（ナゴヤドーム）、5回表に宮本慎也から[237] ※史上44人目
- 150勝：2002年9月3日、対横浜ベイスターズ21回戦（草薙球場）、先発登板で8回1失点[85]※史上45人目
- 2500投球回：2004年6月18日、対横浜ベイスターズ12回戦（ナゴヤドーム）、3回表二死目に相川亮二を右飛で達成 ※史上43人目[95]
- 2000奪三振：2006年9月9日、対広島東洋カープ16回戦（広島市民球場）、3回裏に新井貴浩から ※史上18人目
- 500試合登板：2007年5月27日、対北海道日本ハムファイターズ1回戦（ナゴヤドーム）、8回5失点（自責点4）で敗戦投手 ※史上80人目
- 3000投球回：2008年5月14日、対東京ヤクルトスワローズ8回戦（明治神宮野球場）、6回裏二死目に田中浩康を一塁ゴロで達成 ※史上26人目
- 200勝：2008年8月4日、対読売ジャイアンツ16回戦（ナゴヤドーム）、先発登板で9回1失点完投勝利 ※史上24人目

NPB最年長記録
- 試合出場：50歳57日 - 2015年10月7日、対広島東洋カープ25回戦（MAZDA Zoom-Zoom スタジアム広島）、先発登板で1/3回無失点
- 先発出場：50歳57日 - 同上
- 登板：50歳57日 - 同上
- 先発登板：50歳57日 - 同上
- 勝利：49歳25日 - 2014年9月5日、対阪神タイガース19回戦（ナゴヤドーム）、先発登板で5回無失点
- 先発勝利：49歳25日 - 同上
- 奪三振：49歳363日 - 2015年8月9日、対東京ヤクルトスワローズ19回戦（ナゴヤドーム）1回表に比屋根渉と雄平を三振
- 打席：49歳43日 - 2014年9月23日、対読売ジャイアンツ22回戦（ナゴヤドーム）、3回裏
- 完投勝利・完封勝利：45歳24日 - 2010年9月4日、対読売ジャイアンツ23回戦（ナゴヤドーム）
- ホールドポイント：47歳1か月 - 2012年10月3日、対阪神タイガース24回戦（ナゴヤドーム）、4回表に2番手で救援登板、3回0失点
- ノーヒットノーラン：41歳1か月5日 - 2006年9月16日、対阪神タイガース18回戦（ナゴヤドーム） ※史上73人目

セ・リーグ最年長記録
- 安打：48歳0か月 - 2013年8月28日、対東京ヤクルトスワローズ20回戦（明治神宮野球場）、2回表に八木亮祐から中前適時打
- 打点：48歳0か月 - 同上

その他の記録
- 実働年数：29年（1986年 - 2010年、2012年 - 2015年：歴代1位タイ） ※セ・リーグにおいては単独1位記録
- 開幕投手：4回（1997年、1998年、2001年[注 21]、2002年）
- 連続勝利：23年（1988年 - 2010年：歴代1位タイ）
- フランチャイズ・プレイヤー：入団から引退まで32年間移籍なし（2023年現在日本最長）
- オールスターゲーム出場：6回（1989年、1992年、1993年、1994年、1997年、2004年）

### 背番号
- 34（1984年 - 2015年、2016年）
- 0（2016年） ※引退試合出場のための登録上のもの。現役時の34番は福敬登が付けていたため、空き番号の0番で登録された。引退試合は34で出場[注 22]。

### 登録名
- 山本 昌広（やまもと まさひろ、1984年 - 1995年）
- 山本昌（やまもとまさ、1996年 - 2015年、2016年）

### 登場曲
- 「夢の途中」SPEED WAGON（2008年 - 2015年）

## 関連情報

### 出演

#### テレビ番組
- NEWS ZERO（2016年1月29日 - 、日本テレビ） - スポーツコーナーの野球解説者としてレギュラー出演[238]。不定期出演。2018年いっぱいまで出演していた。
- ドラHOTプラス（2016年 - 、東海テレビ）
- 山本昌のラジ魂道場（2017年3月19日・20日、フジテレビONE） - 自身の名前が番組名に入るのはレギュラー番組では初のことである。
- 日曜報道 THE PRIME（2019年4月7日 - 、 フジテレビ） ※スポーツコーナーのレギュラーとして出演。「マサカのスポーツ」のコメンテーターを担当。
- マサNOTE～山本昌が記す球人の軌跡～（スカパー!・ケーブルテレビ向け「スポーツライブ+」） - MC（2020年11月開始）
- 競馬BEAT（東海テレビ・関西テレビ）
- BSスーパーKEIBA（BSフジ）

#### ラジオ番組
- 山浦・深谷のヨヂカラ!（2015年10月 - 、東海ラジオ、『ドラヂカラ!』水曜日解説）
- 山本昌のダービー全力投球!（2025年5月31日 、ラジオ日本）

#### CM
- アーレックス（2006年は同僚のアレックス・オチョア選手、2007年は同じく同僚の福留孝介選手、岩瀬仁紀選手とともに、同社のラジオCMに出演していた。2012年度は和田一浩選手、浅尾拓也選手と出演）
- 名古屋市長選挙 ※藤井美菜と共演（2009年）
- 大和ハウス工業（2016年1月 - ）「アメリカでも」編
- 東邦ガス（2018年3月 -2019年11月5日 ） ※相田翔子と共演
- 医療法人偕行会グループ（2025年4月-）「病気を診るだけが医療ではない」篇

#### テレビドラマ
- 八月は夜のバッティングセンターで。 七回（2021年8月26日、テレビ東京） - 本人 役[239]
- バントマン 第6話（2024年11月17日、東海テレビ・フジテレビ系） - 本人 役[240]（特別出演）

#### テレビアニメ
- ウマ娘 プリティーダービー Season 3（2023年、解説者役[241]） ※本名の「山本昌広」名義

#### Webアニメ
- ウマ娘 プリティーダービー ROAD TO THE TOP（2023年、解説者役） ※本名の「山本昌広」名義

#### 映画
- ウマ娘 プリティーダービー 新時代の扉（2024年、解説者役） ※本名の「山本昌広」名義

### 著書

#### 単著
- 『133キロ怪速球』（第1版第1刷発行版）、ベースボール・マガジン社、2009年5月25日。ISBN 978-4583101699。
- 『継続する心』青志社、2013年1月19日。ISBN 978-4905042648。
- 『悪あがき』ベストセラーズ、2013年3月16日。ISBN 978-4584134894。
- 『覚悟を決める心：山本昌語録』青志社、2015年7月7日。ISBN 978-4865900088。
- 『山本昌という生き方』小学館、2015年8月6日。ISBN 978-4093884297。
- 『奇跡の投手人生50の告白：悔いはあっても後悔はない』ベースボール・マガジン社、2015年11月21日。ISBN 978-4583109343。
- 『ピッチングマニア：レジェンドが明かすこだわりの投球術』学研プラス、2016年3月25日。ISBN 978-4058006115。
- 『笑顔の習慣34: 仕事と趣味と僕と野球』内外出版社、2018年1月24日。ISBN 978-4862573230。

#### 共著
- 山本昌、山﨑武司『進化』あさ出版、2013年4月10日。ISBN 978-4860635985。{{cite book ja}}:  CS1メンテナンス: デフォルトと同じref (カテゴリ)

### 連載
- 週刊大衆「山本昌の最強!ドラゴンズへの道」 - 2023年12月4日発売分の号より連載開始[242]。

### 関連書籍
- 与田剛『山本昌 レジェンドの秘密 50歳まで現役を続けた心と体の整え方』自由国民社、2015年11月20日。
- 『レジェンドの軌跡 山本昌の32年』中日新聞社、2015年11月20日。
- 『惜別球人 プロ野球 時代を彩った男たち 山本昌、谷繁元信、谷佳知、関本賢太郎、東出輝裕、木佐貫洋』ミライカナイ、2015年12月10日。ISBN 978-4907333072。

### 関連映像作品
- 『プロフェッショナル 仕事の流儀：プロ野球投手・山本昌 球界のレジェンド 覚悟のマウンドへ』（DVD、NHKエンタープライズ、2015年3月、品番：NSDS-20571）